# Psychotria mornicola
Psychotria mornicola là một loài thực vật có hoa trong họ Thiến thảo. Loài này được Urb. miêu tả khoa học đầu tiên năm 1903.